# Wyższa Szkoła Pedagogiczna Związku Nauczycielstwa Polskiego z siedzibą w Warszawie
Wyższa Szkoła Pedagogiczna Związku Nauczycielstwa Polskiego z siedzibą w Warszawie (WSPZNP) – była uczelnia niepubliczna wpisana do rejestru uczelni niepublicznych i związków uczelni niepublicznych pod nr 53, prowadzonego przez Ministra Nauki i Szkolnictwa Wyższego założona w 31 marca 1995 r.
Uczelnia powstała z inicjatywy osób związanych z czasopismem Ruch Pedagogiczny i została otoczona patronatem Związku Nauczycielstwa Polskiego, kształcąc studentów na kierunkach pedagogicznych oraz z zakresu pracy socjalnej. Wyższa Szkoła Pedagogiczna ZNP w 2013 r., po raz dziewiąty została wyróżniona Certyfikatem „WIARYGODNA SZKOŁA”, a także otrzymała wyróżnienie Certyfikatem „DOBRA UCZELNIA-DOBRA PRACA”. Uczelnię ukończyło dotychczas ok. 11 tys. absolwentów (stan na 2012 r.).

## Władze uczelni
- Rektor – prof. dr hab. Stefan Mieszalski
- Prorektor ds. studenckich – dr hab. Bogumiła Kwiatkowska-Kowal, prof. WSP ZNP
- Pełnomocnik ds. wydawniczych i współpracy z instytucjami naukowymi – prof. dr hab. Tadeusz Lewowicki
- Dziekan Wydziału Pedagogicznego – dr Marta Balińska
- Prodziekan – dr Aleksandra Piotrowska
- Prodziekan – dr Leandra Korczak

## Kierunek Pedagogika

### Specjalności
- Edukacja dla bezpieczeństwa (I stopnia)
- Pedagogika opiekuńczo-wychowawcza z terapią pedagogiczną (I stopnia)
- Edukacja zdrowotna i profilaktyka uzależnień (I stopnia)
- Pedagogika wczesnoszkolna z terapią pedagogiczną (I stopnia)
- Pedagogika przedszkolna z terapią pedagogiczną (I stopnia)
- Pedagogika kulturoznawcza – menedżer i animator kultury (I stopnia)
- Pedagogika społeczna – wsparcie rodziny i praca w środowisku lokalnym (I stopnia)
- Edukacja dorosłych (I stopnia)
- Pedagogika opiekuńczo-wychowawcza z ustawodawstwem rodzinnym (I stopnia)
- Pedagogika pracy (I stopnia)
- Wychowanie przedszkolne i edukacja wczesnoszkolna (I stopnia)
- Pedagogika Kulturoznawcza – menadżer i animator kultury (II stopnia)
- Pedagogika przedszkolna z językiem angielskim (II stopnia)
- Pedagogika pracy (II stopnia)
- Edukacja obronna (II stopnia)
- Pedagogika opiekuńczo-wychowawcza z ustawodawstwem rodzinnym (II stopnia)
- Pedagogika wczesnoszkolna z językiem angielskim (II stopnia)
- Praca socjalna (II stopnia)
- Pedagogika wczesnoszkolna z terapią pedagogiczną (II stopnia)
- Edukacja zdrowotna i profilaktyka uzależnień (II stopnia)
- Pedagogika wczesnoszkolna z językiem angielskim (II stopnia)
- Pedagogika przedszkolna z językiem angielskim (II stopnia)
- Pedagogika przedszkolna z terapią pedagogiczną (II stopnia)
- Opieka nad małym dzieckiem (studia podyplomowe)
- Pedagogika przedszkolna (studia podyplomowe)
- Pedagogika dla nauczycieli bez przygotowania pedagogicznego (studia podyplomowe)
- Pedagogika opiekuńczo – wychowawcza (studia podyplomowe)
- Zarządzanie i marketing w oświacie (studia podyplomowe)
- Komunikacja społeczna i medialna (studia podyplomowe)
- Doradztwo zawodowe (studia podyplomowe)
- Logopedia (studia podyplomowe)
- Diagnoza i terapia psychologiczno-pedagogiczna (studia podyplomowe)
- Edukacja wczesnoszkolna z technologią informacyjną (studia podyplomowe)
- Pedagogika medialna i bezpieczeństwo w cyberprzestrzeni (studia podyplomowe)
- Edukacja międzykulturowa (studia podyplomowe)
- Przeciwdziałanie przemocy w rodzinie – aspekty pedagogiczne i prawne (studia podyplomowe)
- Edukacja artystyczna i zarządzanie kulturą (studia podyplomowe)
- Przedsiębiorczość z przygotowaniem pedagogicznym (studia podyplomowe)
- Edukacja informatyczna i medialna (I i II stopnia)